# Notre-Dame-de-Lourdes, Lanaudière
Notre-Dame-de-Lourdes är en kommun i provinsen Québec i Kanada. Den ligger i regionen Lanaudière, i den sydöstra delen av landet, 190 km öster om huvudstaden Ottawa. Antalet invånare var 3 141 vid folkräkningen 2021. Landarean är 36 kvadratkilometer.